# Округ Ландер (Невада)
Ландер (енгл. Lander County) је округ у америчкој савезној држави Невада.

## Демографија
По попису из 2010. године број становника је 5.775, што је 19 (-0,3%) становника мање него 2000. године.
| Група             | 2000.         | 2010.         |
| Белци             | 4.385 (75,7%) | 4.259 (73,7%) |
| Афроамериканци    | 12 (0,2%)     | 20 (0,3%)     |
| Азијати           | 20 (0,3%)     | 21 (0,4%)     |
| Хиспаноамериканци | 1.073 (18,5%) | 1.219 (21,1%) |
| Укупно            | 5.794         | 5.775         |